# Aldo Maccione
Aldo Maccione (Torino, 27 novembre 1935) è un attore italiano.
Fece parte del quintetto comico-musicale dei Brutos. Dopo anni di lavoro nell'ambito del music hall, si affermò come valido comprimario comico in molti film italiani e francesi. Uno dei film comici di spicco in cui ha partecipato Maccione è La leggenda di Al, John e Jack, nei panni del boss mafioso Sam Genovese.

## Biografia
Dopo aver vinto un concorso radiofonico alla fine degli anni cinquanta entra a far parte del gruppo cabarettistico-musicale torinese dei Brutos, con cui ottiene un grande successo internazionale, esibendosi tra l'altro trionfalmente all'Olympia di Parigi. A metà degli anni sessanta esce dal gruppo e ne fonda uno simile, conosciuto come Los Tontos, con cui si esibirà per sei anni di fila all'Emporium di Barcellona. Accompagna nelle tournée di Londra e Parigi (ancora all'Olympia) Sacha Distel, che conia per lui il soprannome di "Aldo la Classe". Nel 1970 Claude Lelouch, che conosceva Maccione dai tempi dei Brutos avendolo diretto in alcuni scopitoni, lo fa esordire al cinema da solista con il film La canaglia, e lo richiama nel 1972 in L'avventura è l'avventura dove è uno dei quattro protagonisti al fianco di Lino Ventura, Charles Denner e Jacques Brel.

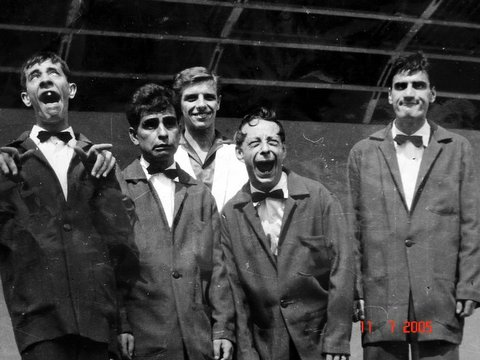
Aldo Maccione con i Brutos: è il primo partendo da destra (foto gentilmente fornita da Ettore Bruno)

L'anno dopo rientra (dopo i poco fortunati film dei Brutos) nel cinema italiano con due film legati al personaggio del Colonnello Buttiglione. Tra gli anni settanta e i primi ottanta Maccione si divide equamente tra cinema italiano e francese, prediligendo in entrambi i casi ruoli brillanti. In Italia la popolarità maggiore arriva grazie ad alcuni film interpretati in coppia con Renato Pozzetto (Due cuori, una cappella, Sono fotogenico, Fico d'India, Porca vacca) e ad alcune commedie scollacciate, come La poliziotta a New York, in Francia grazie ai film interpretati al fianco di Pierre Richard (Sono timido... ma lei mi cura, C'est pas moi, c'est lui).
Con gli anni ottanta l'attività di Maccione si concentra sempre più in Francia: sono gli anni della sua definitiva consacrazione nei botteghini d'Oltralpe come protagonista in modeste commedie (spesso dirette da Philippe Clair e per lo più inedite in Italia), nelle quali perfeziona il suo personaggio di "Aldo la Classe" (già celebrato nel 1972 anche in una omonima canzone dello stesso Maccione), tipica caricatura del seduttore italiano smargiasso e un po' guascone, dotato di una parlata inconfondibile e di un modo di camminare caratteristico (la "marche du séducteur"). Il successo è tale che vengono distribuiti anche alcuni vecchi film italiani dove l'attore torinese ha solo ruoli di supporto e che vengono spacciati come i nuovi film di Maccione.
Alla fine degli anni ottanta, in seguito a un paio di insuccessi, abbandona questo personaggio per provare a spaziare in ruoli diversi. Tra il 1991 e il 1995 interpreta quattro film per la tv nella serie Aldo tous risques. Nel 1994 torna dopo dodici anni a recitare in un film italiano, interpretando un laido impresario in Perdiamoci di vista di Carlo Verdone. Nel 1997 lavora con Bigas Luna per L'immagine del desiderio e nel 2002 è un padrino per Aldo, Giovanni e Giacomo (La leggenda di Al, John e Jack). Torna a recitare in una produzione interamente francese dopo più di tre lustri nel 2005, nel film Lavori in casa - Travaux.
Nel 2010 ha preso parte al reality show La Ferme Célébrités (lett. "La fattoria dei famosi"), da cui si è ritirato per problemi di salute. Nel novembre 2010 ha ricevuto il Career Award 2010 al MonteCarlo Film Festival. L'attore compare, ritratto nella sua tipica camminata, come guest-star nel 29° albo della serie Asterix, La rosa e il gladio (La Rose et le Glaive, 1991), nei panni di un legionario romano che vorrebbe prestare servizio in una legione di donne. La sua camminata è imitata dal personaggio di Toni, fan di "Aldo la Classe", in una scena sulla spiaggia del film Mektoub, My Love - Canto uno di Abdellatif Kechiche del 2017.

## Filmografia

### Cinema
- Urlatori alla sbarra, regia di Lucio Fulci (1960)
- Vacanze alla baia d'argento, regia di Filippo Walter Ratti (1961)
- L'amore senza ma... (L'amour avec des si...), regia di Claude Lelouch (1962)
- I magnifici Brutos del West, regia di Marino Girolami (1964)
- Carosello di notte, regia di Elio Belletti (1964)
- Super rapina a Milano, regia di Adriano Celentano e Piero Vivarelli (1964)
- La canaglia (Le Voyou), regia di Claude Lelouch (1970)
- Un matto, due matti, tutti matti (La Grande Maffia...), regia di Philippe Clair (1971)
- L'avventura è l'avventura (L'aventure c'est l'aventure), regia di Claude Lelouch (1972)
- Dov'è finita la 7ª compagnia? (Mais où est donc passée la septième compagnie?), regia di Robert Lamoureux (1973)
- Un ufficiale non si arrende mai, nemmeno di fronte all'evidenza. Firmato Colonnello Buttiglione, regia di Mino Guerrini (1973)
- Il colonnello Buttiglione diventa generale, regia di Mino Guerrini (1974)
- Professore venga accompagnato dai suoi genitori, regia di Mino Guerrini (1974)
- Fischia il sesso, regia di Gian Luigi Polidoro (1974)
- Il piatto piange, regia di Paolo Nuzzi (1974)
- Due cuori, una cappella, regia di Maurizio Lucidi (1975)
- La pupa del gangster, regia di Giorgio Capitani (1975)
- Frankenstein all'italiana, regia di Armando Crispino (1975)
- Bruciati da cocente passione, regia di Giorgio Capitani (1976)
- Carioca tigre, regia di Giuliano Carnimeo (1976)
- Il detective, episodio di Spogliamoci così senza pudor..., regia di Sergio Martino (1976)
- Le avventure e gli amori di Scaramouche, regia di Enzo G. Castellari (1976)
- Un posto tranquillo, episodio di 40 gradi all'ombra del lenzuolo, regia di Sergio Martino (1976)
- Il genio (Le Grand Escogriffe), regia di Claude Pinoteau (1976)
- La vergine, il toro e il capricorno, regia di Luciano Martino (1977)
- L'amnistia, episodio di Maschio latino... cercasi, regia di Giovanni Narzisi (1977)
- Taxi Girl, regia di Michele Massimo Tarantini (1977)
- L'animale (L'animal), regia di Claude Zidi (1977)
- La signora ha fatto il pieno (Es pecado... pero me gusta), regia di Juan Bosch (1977)
- Sono timido... ma lei mi cura (Je suis timide mais je me soigne), regia di Pierre Richard (1978)
- Les Ringards, regia di Roger Pouret (1978)
- Riavanti... Marsch!, regia di Luciano Salce (1979)
- Sabato mattina, episodio di Tre sotto il lenzuolo, regia di Michele Massimo Tarantini (1979)
- Scusi lei è normale?, regia di Umberto Lenzi (1979)
- Sono fotogenico, regia di Dino Risi (1980)
- C'est pas moi, c'est lui, regia di Pierre Richard (1980)
- Fico d'India, regia di Steno (1980)
- Pourquoi pas nous?, regia di Michel Berny (1981)
- Zitto quando parli (Tais-toi quand tu parles!), regia di Philippe Clair (1981)
- La poliziotta a New York, regia di Michele Massimo Tarantini (1981)
- Porca vacca, regia di Pasquale Festa Campanile (1982)
- T'es folle ou quoi?, regia di Michel Gérard (1982)
- Te marre pas... c'est pour rire!, regia di Jacques Besnard (1982)
- Le Corbillard de Jules, regia di Serge Pénard (1982)
- Plus beau que moi, tu meurs, regia di Philippe Clair (1982)
- Il rubacuori (Le Bourreau des coeurs), regia di Christian Gion (1983)
- Aldo et Junior, regia di Patrick Schulmann (1984)
- Le Cowboy, regia di Georges Lautner (1985)
- Pizzaiolo et Mozzarel, regia di Christian Gion (1985)
- Si tu vas à Rio... tu meurs, regia di Philippe Clair (1987)
- L'aventure extraordinaire d'un papa peu ordinaire, regia di Philippe Clair (1990)
- Perdiamoci di vista, regia di Carlo Verdone (1994)
- L'immagine del desiderio (La femme de chambre du Titanic), regia di Bigas Luna (1997)
- I fetentoni, regia di Alessandro Di Robilant (1999)
- La leggenda di Al, John e Jack, regia di Aldo, Giovanni e Giacomo e Massimo Venier (2002)
- Travaux - Lavori in casa (Travaux, on sait quand ça commence...), regia di Brigitte Roüan (2005)

### Televisione
- Toast of the Town (con i Brutos), regia di John Moffitt e Robert Bleyer, (1962) - serie The Ed Sullivan Show per la televisione degli Stati Uniti CBS
- Toast of the Town (con i Brutos), regia di John Moffitt e Robert Bleyer, (1963) - serie The Ed Sullivan Show per la televisione degli Stati Uniti CBS
- Profumo di classe, regia di Giorgio Capitani (1979)
- Quando ancora non c'erano i Beatles, regia de Marcello Aliprandi (1988)
- Avanti, regia de Patrick Bureau (1990)
- Un cane sciolto 2, regia di Giorgio Capitani (1991)
- Aldo tous risques - Mascarade, regia de Michel Lang (1991)
- Aldo tous risques - La guigne, regia de Michel Wyn (1992)
- Aldo tous risques - Direct au coeur, regia de Claude Vital (1992)
- Aldo tous risques - Corps de ballet, regia de François Cohen-Séat (1995)

## Discografia

### Con i Brutos

#### Ep
- 1960 - Destinazione Luna/Desiderio di un giorno/Zappa John/Voglio spegnere il sole (Emanuela Records, EM ep 1001)
- 1961 - Les Brutos à l'Olympia, accompagnés par Jacques Loussier et son orchestre; Granada/Io/Baby rock/Little darling (Barclay - BLY 70407)

#### 45 giri
- 1960 - Destinazione Luna/Zappa John (Emanuela Records, EM np 1008)
- 1961 - I gangsters della quinta strada/Destinazione Luna (Emanuela Records, EM np 1030)

#### 33 giri (partecipazione)
- 1966 - Sacha Show à l'Olympia, Sacha Distel avec la participation de Danielle Licari, Les Brutos et Dionne Warwick (La voix de son maitre/Les I.M.E. Pathé Marconi, FELP 306 S); i Brutos cantano Le pouce, l'index... je baille

### Da solista
- 1969: Ça marche (duetto con Sacha Distel) (EMI Pathé - 2 C 006 10 578, France)
- 1972: J'adore (duetto con Sheila) (Disques Carrere – 6061 144, France)
- 1972: Reviens Titina / La classe (Pathé – 2 C 006-11954 M, France)
- 1982: Le dragueur classe / Qu'est-ce que c'est que ce gars-là (Disc'AZ – AZ/1 911, France)
- 1982: Plus beau que moi tu meurs (Tréma – 410 204, France)

## Doppiatori italiani
- Michele Gammino in Riavanti... Marsch!, Zitto quando parli, Scusi Lei è normale?
- Sergio Graziani in Porca vacca
- Franco Agostini in La poliziotta a New York
- Giorgio Lopez in L'immagine del desiderio
- Elio Pandolfi in Travaux - Lavori in casa